# Георги Първанов
Гео̀рги Седѐфчов Първа̀нов е 3-ти президент на Република България, между 22 януари 2002 (преизбран през 2006 г.) и 22 януари 2012 г., по образование историк. До избирането му за президент Първанов е народен представител и председател на Българската социалистическа партия (1996 – 2001). От 2012 до 2014 отново е член на БСП. На 7 март 2014 е изключен от партията, като през същата година създава партията АБВ.
В комунистическа България Георги Първанов работи като научен сътрудник – историк в Института по история на БКП към АОНСУ, както и за други ключови за комунистическата държава ресори. Георги Първанов е бивш сътрудник на Държавна сигурност, където набира информация по македонския въпрос.

## Биография

### Образование и научна кариера
Георги Първанов е роден на 28 юни 1957 г. в с. Сирищник, община Ковачевци, област Перник в семейството на Марийка Методиева Величкова (20 ноември 1933 – 25 януари 2016) и Седефчо Първанов Величков (13 април 1931 – 6 август 1989). Израства в съседното село Косача. По-късно родителите му се местят в Перник, където през 1975 г. завършва математическата гимназия „Христо Смирненски“.
През 1981 г. се дипломира в Историческия факултет на СУ „Св. Климент Охридски“. Същата година постъпва на работа в Института по история на БКП, а от 1983 г. е преназначен като научен сътрудник. През 1988 г. защитава докторска дисертация по история на тема „Димитър Благоев и българският национален проблем 1879 – 1917“ и от 1989 г. е старши научен сътрудник. През периода 1992 – 1996 г. е директор на Центъра за исторически и политологически изследвания към ВС на БСП.
Автор е на монографии и книги – „От Бузлуджа до театър 'Корона'. Един опит за нов прочит на страници от социалдемократическия период на БСП“ (1995); „Българската социалдемокрация и македонският въпрос в края на XIX век до 1918 г.“ (1997), „Преди и след Десети“ (2001) и десетки научни статии.

### Политическа кариера
Георги Първанов е член на БКП от 1981 до 1990 г. Впоследствие членува в новосъздадената БСП до 2001 г.. През декември 1989 е сред учредителите на националистическата организация Общонароден комитет за защита на националните интереси (ОКЗНИ). На 40-ия конгрес на БСП (декември 1991 г.) е избран за член на Изпълнителното бюро на Висшия съвет. На 41-вия конгрес на БСП (3 – 6 юни 1994 г.) е избран за заместник-председател на ВС на БСП. На 42-рия извънреден конгрес на БСП (21 – 23 декември 1996 г.) е избран за председател на ВС на БСП. На 43-тия (1 – 2 май 1998 г.) и на 44-тия конгрес на БСП (6 – 7 май 2000 г.) е преизбран за председател на ВС на БСП. Напуска БСП след избирането му за президент на България през 2001 г. и възстановява членството си през 2012 г. след изтичане на втория му президентски мандат.
На 7 март 2014 Националният съвет на БСП изключва Георги Първанов от БСП заедно с Румен Петков, Евгений Желев, Росица Янакиева, Ивета Станкова-Пенкова и други членове на НС на БСП.
Същата година Първанов учредява нова партия под името: Алтернатива за българско възраждане, широко известна със съкращението АБВ, чийто председател е до 2017 г.

## История
АБВ е създадена през януари 2014 година. Лидер на партията е Георги Първанов – бивш президент на България (2002 – 2012) и лидер на Българската социалистическа партия.

### Народен представител
Народен представител е в XXXVII народно събрание (1994 – 1997), XXXVIII народно събрание (1997 – 2001) и XXXIX народно събрание  (през 2001, след избирането си за президент прекарва своя мандат като народен представител). Председател на парламентарната група за дружба с Гърция и член на парламентарната Комисия по радио и телевизия (1994 – 1997), председател на Парламентарната група на Демократичната левица (1997 – 2001) и на Парламентарната група на „Коалиция за България“ в XXXIX народно събрание.

### Президент

#### Първоначално избиране за президент
При изборите за президент през 2001 г. за фаворит е смятан дотогавашния президент, Петър Стоянов, спечелил убедително предходните избори и с одобрение от над 50% според някои проучвания, а Първанов се очаква да е втори. При един от публичните дебати обаче, Стоянов представя компромат за друг десен кандидат, Богомил Бонев, което впоследствие се оценява като политическа грешка, която се очаква да отнеме гласове и от двамата. Според много наблюдатели именно този компромат става причина за загубата на Стоянов на изборите.
| \| Кандидат-президент \| Кандидат-вицепрезидент \| Издигнати от \| Гласове I тур \| % I тур \| Гласове II тур \| % II тур \| \| ----------------------- \| ---------------------- \| ----------------------------- \| ------------- \| --------- \| -------------- \| --------- \| \| Петър Берон \| Стоян Андреев \| Съюз България \| 31 394 \| 1,11% \| \| \| \| Петър Стоянов \| Нели Куцкова \| инициативен комитет \| 991 680 \| 34,95% \| 1 731 676 \| 45,87% \| \| Богомил Бонев \| Атанас Железчев \| Гражданска партия на България \| 546 801 \| 19,27% \| \| \| \| Жорж Ганчев \| Веселин Бончев \| Блокът на Жорж Ганчев \| 95 481 \| 3,36% \| \| \| \| Георги Първанов \| Ангел Марин \| Коалиция за България \| 1 032 665 \| 36,39% \| 2 043 443 \| 54,13% \| \| Ренета Инджова \| Кръстю Илов \| Демократичен алианс \| 139 680 \| 4,92% \| \| \| \| Общо: \| Общо: \| Общо: \| 2 837 701 \| 2 837 701 \| 3 775 119 \| 3 775 119 \| \| десница и център левица \| \| \| \| \| \| \| |                        |                               |               |           |                |           |
| Кандидат-президент | Кандидат-вицепрезидент | Издигнати от                  | Гласове I тур | % I тур   | Гласове II тур | % II тур  |
| Петър Берон | Стоян Андреев          | Съюз България                 | 31 394        | 1,11%     |                |           |
| Петър Стоянов | Нели Куцкова           | инициативен комитет           | 991 680       | 34,95%    | 1 731 676      | 45,87%    |
| Богомил Бонев | Атанас Железчев        | Гражданска партия на България | 546 801       | 19,27%    |                |           |
| Жорж Ганчев | Веселин Бончев         | Блокът на Жорж Ганчев         | 95 481        | 3,36%     |                |           |
| Георги Първанов | Ангел Марин            | Коалиция за България          | 1 032 665     | 36,39%    | 2 043 443      | 54,13%    |
| Ренета Инджова | Кръстю Илов            | Демократичен алианс           | 139 680       | 4,92%     |                |           |
| Общо: | Общо:                  | Общо:                         | 2 837 701     | 2 837 701 | 3 775 119      | 3 775 119 |
| десница и център левица |                        |                               |               |           |                |           |

На балотажа на 18 ноември 2001 г. Първанов, който е подкрепян и от ДПС, успява да убеди 54,13% от гласоподавателите и да се наложи над Петър Стоянов. Избран е за президент на Република България в екип с Ангел Марин за вицепрезидент. Първанов и Марин полагат клетва на 19 януари и встъпват в длъжност на 22 януари 2002 г. Обещава да бъде „социален президент“.
През 2007 г. във връзка с разкритието, че Христо Марински (член на комисията Андреев и по-късно съветник на Първанов в ролята му на президент) е бил в резервния щат на КДС, Методи Андреев казва, че заради Марински не са провели процедурата при кандидатирането на Първанов за първия му мандат, защото тогава Марински е поставил под съмнение изпълнението на тогавашния закон.

#### ИТ
Създава Съвет за информационни технологии като консултативен орган към президентството 2001 г.

#### Иницииране на Тройната коалиция (2005)
→ Тройна коалиция и Формиране на тройната коалиция.
След като се провалят два проучвателни мандата за създаване на правителство, Първанов връчва на 15 август 2005 г. трети на третата по големина парламентарна група ДПС (съгласно чл. 99, ал. 3 от Конституцията за последния опит той не е обвързан с големината на групата), като посочен от ДПС за министър-председател е Сергей Станишев . Това става след като КБ и НДСВ постигат споразумение за коалиционно управление и са проведени преговори между четири парламентарни партии за кабинет от третия мандат БСП, НДСВ, ДПС и БНС. Все пак коалицията БСП-НДСВ-ДПС, която управлява България след парламентарните избори през 2005 г., широко се приема като инициирана от Първанов и като негова отговорност, заради неговото активно участие в инициирането ѝ; но въпреки че тя първоначално въплъщава идеята за социаллиберален модел, който Първанов лансира още като лидер на БСП, коалицията се концентрира основно върху европейската интеграция и приемането на България в ЕС и се отклонява сериозно от идеята за социаллиберална политика, което обаче не е коригирано с вето върху закони или забележки от страна на президента, за разлика от политиката му по време на първия мандат на НДСВ. Това се смята обичайно и за негова „мълчалива подкрепа“ на коалиционното управление с основно участие на БСП.

#### Преизбиране за президент (2006)
→ Президентски избори в България (2006)
През лятото на 2006 г. обявява намерението си да се кандидатира за втори президентски мандат. Участва в изборите през октомври 2006 г., като кандидатурата му е издигната от инициативен комитет и е подкрепена от БСП и ДПС.
По време на кандидат-президентската кампания през 2001 г. отказва явяване на предизборен телевизионен дебат, а през 2006 г. се среща на дебат с Неделчо Беронов в Нова телевизия.
| Резултати от президентските избори в България на 22/29 октомври 2006 година | Резултати от президентските избори в България на 22/29 октомври 2006 година | Резултати от президентските избори в България на 22/29 октомври 2006 година | Резултати от президентските избори в България на 22/29 октомври 2006 година | Резултати от президентските избори в България на 22/29 октомври 2006 година | Резултати от президентските избори в България на 22/29 октомври 2006 година | Резултати от президентските избори в България на 22/29 октомври 2006 година |
| --- | --------------------------------------------------------------------------- | --------------------------------------------------------------------------- | --------------------------------------------------------------------------- | --------------------------------------------------------------------------- | --------------------------------------------------------------------------- | --------------------------------------------------------------------------- |
| \| Кандидат-президент \| Кандидат-вицепрезидент \| Издигнати от: \| Гласове на I тур \| Процент гласове на I тур \| Гласове на II тур \| Процент гласове на II тур \| \| ------------------------------------ \| ---------------------- \| ------------------------------ \| ---------------- \| ------------------------ \| ----------------- \| ------------------------- \| \| Неделчо Беронов \| Юлиана Николова \| Инициативен комитет \| 271 078 \| 9,753% \| \| \| \| Любен Петров \| Нели Топалова \| Инициативен комитет \| 13 854 \| 0,498% \| \| \| \| Георги Първанов \| Ангел Марин \| Инициативен комитет \| 1 780 119 \| 64,047% \| 2 050 488 \| 75,948% \| \| Григор Велев \| Йордан Мутафчиев \| Целокупна България \| 19 857 \| 0,714% \| \| \| \| Петър Берон \| Стела Банкова \| Инициативен комитет \| 21 812 \| 0,785% \| \| \| \| Волен Сидеров \| Павел Шопов \| ПП „Атака“ \| 597 175 \| 21,486% \| 649 387 \| 24,052% \| \| Георги Марков \| Мария Иванова \| Ред, законност и справедливост \| 75 478 \| 2,716% \| \| \| \| Общо: \| Общо: \| Общо: \| 2 779 373 \| 2 779 373 \| 2 699 875 \| 2 699 875 \| \| Десница и център Крайно дясно Левица \| \| \| \| \| \| \| |                                                                             |                                                                             |                                                                             |                                                                             |                                                                             |                                                                             |
| Кандидат-президент | Кандидат-вицепрезидент                                                      | Издигнати от:                                                               | Гласове на I тур                                                            | Процент гласове на I тур                                                    | Гласове на II тур                                                           | Процент гласове на II тур                                                   |
| Неделчо Беронов | Юлиана Николова                                                             | Инициативен комитет                                                         | 271 078                                                                     | 9,753%                                                                      |                                                                             |                                                                             |
| Любен Петров | Нели Топалова                                                               | Инициативен комитет                                                         | 13 854                                                                      | 0,498%                                                                      |                                                                             |                                                                             |
| Георги Първанов | Ангел Марин                                                                 | Инициативен комитет                                                         | 1 780 119                                                                   | 64,047%                                                                     | 2 050 488                                                                   | 75,948%                                                                     |
| Григор Велев | Йордан Мутафчиев                                                            | Целокупна България                                                          | 19 857                                                                      | 0,714%                                                                      |                                                                             |                                                                             |
| Петър Берон | Стела Банкова                                                               | Инициативен комитет                                                         | 21 812                                                                      | 0,785%                                                                      |                                                                             |                                                                             |
| Волен Сидеров | Павел Шопов                                                                 | ПП „Атака“                                                                  | 597 175                                                                     | 21,486%                                                                     | 649 387                                                                     | 24,052%                                                                     |
| Георги Марков | Мария Иванова                                                               | Ред, законност и справедливост                                              | 75 478                                                                      | 2,716%                                                                      |                                                                             |                                                                             |
| Общо: | Общо:                                                                       | Общо:                                                                       | 2 779 373                                                                   | 2 779 373                                                                   | 2 699 875                                                                   | 2 699 875                                                                   |
| Десница и център Крайно дясно Левица |                                                                             |                                                                             |                                                                             |                                                                             |                                                                             |                                                                             |

В първия етап на президентските избори на 22 октомври двойката Първанов – Марин получава 1 780 119 гласа от 6 450 920 избиратели според основните избирателни списъци . Поради ниската избирателна активност (под 50%) на 29 октомври се провежда балотаж между действащата президентска двойка и следващите в класирането, двойката Сидеров-Шопов. Първанов – Марин печелят втория етап с 2 050 488 гласа от общо 2 757 441 подадени  и стават първите български президент и вицепрезидент, преизбрани за втори мандат. Президентът полага втора клетва на 19 януари 2007 г. Официално встъпва в длъжност за втория си мандат на 22 януари 2007 г.

### Политика по отношение на православното християнство и БПЦ

#### Подкрепа за БПЦ, 2001 – 2003 г.
В края на 2002 г. Първанов подписва приетия от Народното събрание „Закон за вероизповеданията“, въпреки протестите на 18 религиозни и неправителствени организации. В закона Българската православна църква (БПЦ), при твърдяно противоречие с Конституцията на Република България, според която източноправославното вероизповедание е традиционна религия в България (чл. 13), е определена като представител на „традиционното вероизповедание“ в страната. Законът трябва да съдейства и за преодоляване на разкола в Българската православна църква, като разрешението е в полза на БПЦ с ръководител патриарх Максим. По този повод разколниците на Инокентий заплашват с „кръв ще се лее“.
Прилагането на закона довежда до отказ за регистрация на т.нар. алтернативен синод на Инокентий. Впоследствие, през нощта на 20 срещу 21 юли 2004 г., от храмовете са принудително изведени отлъчени като разколници православни свещеници. По-късно се установяват груби злоупотреби с имуществото на църквата от страна на разколниците, включително откриване на баничарница в криптата на черквата „Света Неделя“.
Като президент Първанов е избран за лауреат на премията на Международния фонд за единството на православните народи, между 2000 – 2001 и през 2002 г. На церемонията, на 21 януари 2003 г. патриархът на Москва и на цяла Русия Алексий II пояснява, че премията се дава за личните заслуги в укрепването на единството и авторитета на Българската православна църква. В отговора си Първанов обрисува премията като израз на високите отношения между църква и държава, каквито могат да бъдат проследени в съвременната динамика. Паричната част от премията е 20 000 щатски долара, според информация в някои печатни медии.

#### Решение на ЕСПЧ и среща с Московския патриарх
През 2009 г. Европейският съд по правата на човека (ЕСПЧ), със седалище в Страсбург установява накърняване на правото на вероизповедание от българската държава и я отсъжда да плати обезщетение. Заинтересовани страни коментират, че българските институции вероятно няма да разпоредят връщане на имотите от БПЦ.
По време на посещението си в Москва през февруари 2009 г. Първанов моли новоизбрания руски патриарх Кирил I за намеса срещу разкола на Българската православна църква и съдействие във връзка с решението на ЕСПЧ. С тази си постъпка според някои български медии Първанов не зачита българската Конституция.
| „               | От решението на Съда в Страсбург не произтича автоматично едно или друго задължение на българското правителство. Разбира се, това е формално-правната страна на въпроса. Другата, морално-политическата страна е нещо, върху което ние, държавниците, политиците, трябва сериозно и стратегически да помислим. | “ |
| Георги Първанов | |   |

По повод това изказване в. „Капитал“ пише дописка, озаглавена „Първанов открито нападна съда в Страсбург“.

#### Религиозно обучение в училищата
Запазвайки тенденцията да подкрепя БПЦ през септември 2010 г. Първанов подкрепя идеята за задължително религиозно обучение в училищата.

### Българската Коледа (2003 – 2010)
Георги Първанов е автор на инициативата за благотворителна дейност „Българската Коледа“. Със средствата от кампанията се осигурява лечение на тежко болни деца, организира се модернизация на здравни заведения и др. През 2006 г. са събрани рекордните 2 473 982 лева (в предишните три години бяха събрани общо 4 734 953 лв., с които е подпомогнато лечението на над 80 български деца). Списъкът на 35 деца, които ще бъдат лекувани с парите от 2006 г. и на болничните заведения, които ще получат нова техника, е публикуван във вестник „Дума“ на 3 януари 2007 г.

### Други
Също както и всички предишни президенти, правителства и депутати до 2009 г. не е предлагал на Народното събрание насрочване на референдум. Съгласно Закона за допитване до народа (чл. 6 и сл.), междувременно отменен, предложението до Народното събрание за произвеждане на Национален референдум подлежи на гласуване от парламента, при което именно парламентът определя въпроса, на който гласоподавателите трябва да отговорят.
Тъй като няма право да се кандидатира за трети последователен мандат Георги Първанов планира след приключването на мандата му да се завърне в БСП, в позицията си на партиен лидер.

## Спорни въпроси

### Политика по отношение на НАТО, 1999 – 2006 г.
По време на въздушните бомбени атаки над Югославия през 1999 г. Първанов и парламентарната му група гласуват против резолюцията, позволяваща на НАТО да навлиза в българското въздушно пространство. В сръбската преса се появява писмо до Слободан Милошевич, което обяснява, че БСП е за неучастие на България във войната, а приобщаването към НАТО е „авантюристично решение, което създава трайни предпоставки за застрашаване на националната сигурност на страната“.
| „               | Раздухването от страна на управляващите на моето писмо до югопрезидента Милошевич е активно мероприятие, което има за цел да отклони общественото мнение от проблема Косово. | “ |
| Георги Първанов | |   |

По-късно, през 2006 г., твърди, че не е бил против НАТО, а само против военната операция на НАТО в бивша Югославия.
През 1999 г. БСП се обявява категорично за европейска и евроатлантическа интеграция на България, но през 2000 г. Георги Първанов е на мнение, че трябва да се отчете мнението на Русия за приемането на България в НАТО и с него да се съобразят темповете на интеграцията.

#### Подкрепа за изборите и помилване на Цветелин Кънчев, 2001 – 2005 г.
На 14 ноември 2001 г., след потвърждаване на окончателната му присъда за побой и изнудване, с което става първият осъден след 1947 г. действащ български народен представител, Цветелин Кънчев – лидер на ромската организация Евророма, дава подкрепата си за Първанов на предстоящите президентски избори . Осъдилата Кънчев съдия Нели Куцкова, кандидат за вицепрезидент (на кандидат-президента и президент от периода 1997 – 2002 г. Петър Стоянов и опонент на Първанов), изпраща отворено писмо до Първанов, в което го укорява за това, че приема политическа подкрепа от престъпник, с въпрос дали ако бъде избран няма да го помилва. Синият вестник „Демокрация“ излиза със статия, озаглавена „Подкрепа за помилване?“ 
През април 2005 г. остатъкът от присъдата на Цветелин Кънчев е помилван от вицепрезидента Ангел Марин. Според някои, помилването е с цел Кънчев да се кандидатира за депутат, въпреки че по това време той е бил предсрочно условно освободен от съда. Самият Ангел Марин заявява, че мотивът за помилването е доброто поведение на Кънчев в затвора. Някои медии определят помилването му от Ангел Марин като сделка между Кънчев и президента Първанов за гласовете на ромската общност в България на президентските избори през октомври 2006 г.

#### Назначаване на Никола Филчев за посланик, 2006 г.
На 21 март 2006 г. президентът Георги Първанов подписва указ за изпращането на скандалния бивш главен прокурор Никола Филчев за посланик в Казахстан, като номинацията, както и всички други предложения за посланици, е направена от Министерския съвет – правителство на Сергей Станишев. С това назначение де факто е прекъснато съдебно дело, в което към Филчев са отправени обвинения за убийство. Назначението и последващото поведение на Филчев предизвикват серия от скандали – Филчев първоначално се укрива в България  и не изпълнява задълженията си; псува журналист по време на телефонно интервю, излъчено от БНР. По-късно при заминаването си за Казахстан, той се връща в София още на следващата седмица и отново е в неизвестност. Първанов и българските власти като цяло не реагират и Филчев остава посланик до „оставката си“, след като от месеци не изпълнява задължението си и е освободен в началото на 2009 г. от поста посланик с указ на Първанов. По-късно Европейският съд по правата на човека осъжда Р. България да заплати обезщетение, че не е независимо проверена версия за поръчка на убийство от Филчев, Филко Славов и Алексей Петров. и на прокурор от ВКП Николай Колев.

#### Подкрепа за министър Румен Петков, 2008 г.
След разкрития за връзки с престъпността по най-високите етажи на МВР и много обвинения срещу самия министър на вътрешните работи Румен Петков, Първанов заявява, че в президентството не е постъпила информация по случая и че той бил целенасочено изолиран ; няколко дни по-късно заема позиция, че Петков може да реформира системата и проблемът е в липсата на доверие в МВР сред обществото. Това става само ден преди показното убийство на писателя Георги Стоев (7 април 2008 г.), който в предаване на Би Ти Ви („Сеизмограф“) седмица преди това също обвинява Петков (и други) във връзки с престъпността.

### Скандали

#### Сътрудник на специалните служби 1989 – 1993 (2006)
След дългогодишно мълчание по темата, но под натиска на опозицията, през 2006 г. Първанов съобщава, че съществува папка под псевдоним „Гоце“ за него в архива на Държавна сигурност (ДС), но тя била съставена без неговото знание . Една година по-късно, на 19 юли 2007 г., Комисията по досиетата установява официално неговата принадлежност към ДС в периода 1989 – 1993 г., като става ясно, че Първанов изрично е демонстрирал желание за сътрудничество . Така с Решение №7 от 19 юли 2007 г. и Решение №12 от 1 август 2007 г. на Комисията за разкриване на документите и за обявяване на принадлежност на български граждани към Държавна сигурност и разузнавателните служби на БНА (КРДОПБГДСРСБНА) се оповестява агентурната дейност на Георги Седефчов Първанов в качеството му секретен сътрудник с псевдоним „Гоце“.
Това разобличава Първанов в лъжа, защото по време на предизборната си кампания за втори мандат той изрично декларира, че не е знаел, че работи за тайните служби.
През април 2011 г. документалистът и журналист Христо Христов публикува в сайта desebg.com  Държавна сигурност.com – досието на Георги Първанов – Гоце.
Според досието, достъпно и на сайта на президентството, сътрудничеството на Първанов е в качеството му на специалист от Института по история към Българската академия на науките, добре подготвен по македонския въпрос. Задачата му е да помогне при написване на биографична книга за българския македонец Методи Димов чрез издирване на исторически източници; с което се е занимавал от 1989 до 1990 г. През 1990 г. връзката с него е била прекратена, а делото е свалено в архив през 1993 г. Остават основателни съмнения, че досието е непълно, тъй като по номерацията на страниците може да се види, че някои липсват.

#### Петрол срещу храни, 2004 г.
През 2004 г. доклад на Специалната комисия на Организацията на обединените нации (ООН) относно машинациите със средствата по програмата „Петрол срещу храни“ уличава във взимане на подкупи от режима на Саддам Хюсеин ръководената (през 1998 г.) от Първанов БСП и близки до нея фирми.
Първанов отрича ръководството на БСП да е получавало подобни средства. Казусът остава не разяснен поради факта, че българската прокуратура, начело с главния прокурор Борис Велчев (бивш президентски съветник на Първанов), отказва да инициира разследване по случая по искане на парламентарната група на ДСБ . Прокуратурата постановява, че няма доказателства, които да свързват партията със злоупотребите в „Петрол срещу храни“.

#### Скандалът около журналиста Иво Инджев, 2006 г.
По време на кандидатпрезидентската кампания през 2006 г. на 8 октомври в предаването „В десетката“ по Би Ти Ви водещият Иво Инджев съобщава, че е получил анонимни електронни писма, в които се твърди, че Георги Първанов притежава мезонет на стойност 100 хил. евро на централен булевард в София, подарен му от наградения от него с орден оръжеен търговец Петър Манджуков. От предизборния щаб на президента обявяват информацията за клевета. Впоследствие Инджев доброволно напуска Би Ти Ви, а по новините е прочетено изявление на управителя на телевизията, в което той изказва съжаление за това, че Инджев си е позволил „грубо нарушаване на журналистическата етика и основни принципи на сериозната журналистика.“ Според Инджев върху Би Ти Ви е оказван натиск, а той самият е уволнен от Първанов . Случаят предизвиква скандал, тъй като напускането на Инджев е определяно като политическо уволнение. Комисията за етика в електронните медии (чийто член е и Инджев), сезирана по случая от Българската медийна коалиция (БМК), излиза с решение, че Иво Инджев е спазил напълно изискванията на Етичния кодекс на българските медии. Според БМК, за да свали от себе си отговорността за свалянето на предаването, президентът трябва да се застъпи пред обществото и пред Би Ти Ви за връщането на Инджев на екран. Първанов обаче отговаря, че не се меси в работите на една частна медия  В крайна сметка Манджуков в свое интервю във вестник „Уикенд“ признава, че във въпросната сграда апартамент има Марияна Николаева Добрева – работеща в протокола на президентството – сестра на Кирил Добрев и дъщеря на Николай Добрев. (Петър Манджуков: Някои жени плащат данък на амбициите си за кариера, в. „Уикенд“, 13 юни 2009), публикува го и в блога си. В него Манджуков практически потвърждава, че Иво Инджев е прав и наистина става дума за апартаменти на близки до президента „закупени“ в неговия бизнес център. По-точно той казва:
| „         | В тази сграда са закупили апартаменти дъщерята на покойния Николай Добрев, апартамент има и бившият вицепремиер Костадин Паскалев. | “ |
| Манджуков | |   |

През 2010 г. Инджев издава книга „Президент на РъБъ“, в която чрез журналистически разследвания до разяснява детайли около мезонета (оказват се два) и други скандали около Първанов.

### Лов

#### На лов по време на траур, 2008 г.
На 5 март 2008, няколко дена след пожара във влака София – Кардам, в регионалния вестник „Струма“ излиза информация, че на 1 март Георги Първанов е бил на специално организирана за него ловна дружина в околностите на Симитли. В отговор на официално запитване, президентството първоначално отрича, но по-късно уточнява, че президентът е бил в Симитли, но не на лов. Депутатът от БСП Стоян Проданов потвърждава, че той самият е бил на хайка за лов в Симитли. На въпроса дали е бил в компанията на президента той отговаря: „Дори и да знам, не ми е работа да давам информация дали президентът е бил“ . Според Правилника за приложение на Закона за лова организирането на хайки за вълци е забранено в периода от 1 февруари до 30 септември.

#### Отстрелване на животно от Червената книга, 2003 – 2008 г.
Преди официалната си визита в Узбекистан от 24 до 26 ноември 2003 с официална цел „стимулиране на търговско-икономическите отношения между двете държави“ , Първанов посещава на 7 ноември 2008 Нуратинския държавен резерват (Нуратинский заповедник) . Първанов отстрелва архар, вид, класифициран в Червената книга като „почти застрашен“, според информация съобщена от руски сайтове през 2008 . Администрацията на президента нито отрича, нито потвърждава случая:
| „ | По време на посещението си в Узбекистан президентът Георги Първанов е следвал предложената му от домакина програма и през цялото време на визитата е бил придружаван от министър-председателя на Узбекистан. | “ |

По-късно (март 2010), на пресконференция свързана с предложението за прекратяване на правомощията му, Георги Първанов заявява, като отговор на зададен въпрос, „не съм убил архар“ . На 1 юни 2010 Фергана.Ру отново повдига темата за отстрелването на архара след направено журналистическо разследване и съобщава, че президентът е пристигнал в Аяркул (в щраусова ферма за ВИП-гости там), където е бил охраняван от няколкостотин полицая и още при пристигането му за разгрявка са пуснати 40 питомни зайци, по които Първанов стреля. За два дни трасето Джизак-Фариш е било затворено. На следващата сутрин Първанов с още 12 българи посетил таджикското село Хает, Фарширски район, с което впечатлил местните, които по-рано не били удостоявани с подобни височайши визити. Според чиновник от Нуратинския държавен резерват това било заповед от високо (министър-председателя Мирзияев) и те не са били в състояние да направят каквото и да било.

### Орден „Стара планина“ за Ахмед Доган
Награждава Ахмед Доган с орден „Стара планина“ I степен „за заслуги към етническия мир и демокрацията в България“. По-късно, през 2004 г. удостоява със същия орден и професора по трудово и осигурително право Васил Мръчков.
С реч против удостояването му, тъй като Мръчков е бил главен прокурор на НРБ по време на „Възродителния процес“, Иван Костов предизвиква политически скандал, Доган се отказва от ордена . Впоследствие Първанов изменя собствения си указ и награждава Мръчков с орден „Кирил и Методий“.

### Скандали между Симеон Дянков и Първанов
След поредица от словесни атаки между президента и финансовия министър Симеон Дянков, в които септември 2009 по повод икономическия доклад на президента за кризата Дянков заявява, че икономическите идеи на експертите на Първанов са „малоумни“ , Първанов (октомври 2009) казва например, че Дянков трябва да си „влезне в нишата“, а Дянков посочва, че приятелите на Първанов от БАН са „феодални старци“, „но това не е наука“. Напрежението между двамата кулминира след предаване на Шоуто на Иван и Андрей, където на въпрос „Млад милиардер ли е Първанов?“, министърът отговаря „не е млад, определено“  (бел. Първанов е на 52 г.). Първанов отговаря (2 март), че „Това са накърняващи авторитета на държавния глава внушения, направени в едно телевизионно предаване на 1 март“, искайки оставката на Дянков, както и споделяйки, че иска извинение от Дянков за казаното на премиера Бойко Борисов. На 5 март Дянков отива, за да изясни „недоразумението“ в президентството, където казва, че приписваните му думи от Иван и Андрей за „милиардер“ по отношение на Първанов не са негови, без обаче да му се извинява, като напускайки президентството казва пред журналисти, че разговорът е бил „конструктивен“. Първанов обаче посреща министъра в присъствието на двама свои съветници, секретарка и вместо да го изслушва държи монолог, който и записва и по-късно дава на медиите за публикуване под формата на стенограма. Това предизвиква скандал, както и искане за прекратяване на правомощията му.
Макар че според някои анализатори скандалът е основно заради АЕЦ „Белене“  (Дянков: „Няма да дам нито стотинка за АЕЦ „Белене“), искането за отстраняване се базира на записването на разговора в Президентството без знанието на министъра и неспазване на Конституцията, поради което председателят на Парламента Цецка Цачева изисква аудиозапис от Първанов. Записът е предоставен на журналистите от главния секретар на Президентството (докато Георги Първанов „се крие от журналистите“ ). Тъй като разпространяването на стенограмата, а по-късно още повече и записът имат изключително негативен ефект върху популярността на президента , а веднага след огласяването на стенограмата дори пред президентството се събира флашмоб група под надслов „Свещ за Гоце“ , президентът свиква пресконференция , на която се обявява за работа между институциите, но отказвайки диалог „под сатъра на импийчмънта“. На същата пресконференция той отрича да е убивал архар, което според някои също принципно е валиден аргумент за отстраняване.

### Предизвикана катастрофа
На 24 септември 2010 автомобили от кортежа на Георги Първанов предизвикват пътнотранспортно произшествие в района на Ловеч (без пострадали), информацията е съобщена от БНР и други медии на базата на споделено от свидетели на случилото се. Информацията е първоначално потвърдена от говорителя на полицията в града, но впоследствие е опровергана от началника ѝ. Същия ден ген. Димитров от Национална служба за охрана заявява пред медиите, че кортежът не е причина за катастрофата. Ръководителят на НСО също отрича кортежът на държавния глава да е замесен в катастрофата. Съставеният акт обаче посочва като причина преминаването на кортежа на Президента, което е потвърдено от свидетели в техни интервюта в медиите.

### Помилвания, разкрити в края на мандата
Седмица преди края на втория мандат на Първанов като президент, президентската администрация публикува информация, според която за десет години заместникът на президента Ангел Марин е помилвал общо 533 души. Скоро след това информационна агенция БГНЕС цитира списък от Главна дирекция „Изпълнение на наказанията“ към Министерството на правосъдието, с който твърди, че разполага, в който са изброени 433-ма помилвани, предимно осъдени за тежки престъпления, като убийство, кражби, измами и наркотрафик. Имената на помилваните са съобщени само като инициали с мотива, че Законът за защита на личните данни не позволява тяхното огласяване. Според новопостъпилия президент Росен Плевнелиев помилванията се инициират от Министерство на правосъдието и не са еднолични решения на вицепрезидента. Сформирана е комисия, която да направи анализ на приложените критерии при помилванията. Всъщност комисия разглежда молбите, които идват от осъдени или техни роднини, и дава мнение, с което обаче (вице)президентът може да не се съобрази, както е станало например при случая с Цветелин Кънчев.
Преди мандатите на Първанов и Марин, от 1990 г. до 2001 г. от президента са помилвани 2515 души.

### Искания за прекратяване на правомощията

#### 2007 – 2008 г.
През лятото на 2007 г. по инициатива на Нено Димов, депутат от десницата, са представени мотиви за отстраняването на Първанов като президент, свързани с доказаната му принадлежност към структури на Държавна сигурност. Тогава искането няма достатъчна парламентарна подкрепа. През юли 2008 г. отново се появява подобно искане след доклад на ОЛАФ за източени 32 милиона европейски пари по програмата САПАРД. Докладът бива оспорван от Първанов с твърдение, че е имало два доклада на ОЛАФ, като това по-късно е опровергано от ОЛАФ , въпреки това лидерът на ГЕРБ Бойко Борисов заявява, че „оставката на Първанов няма да промени нищо“  и че президентът си върши работата „дори много добре“, посочвайки, че вина за краденето на средства има станишевото правителство, което било „най-крадливото“ дотогава  и искането за прекратяване на правомощията е изоставено.

#### 2009 г.
През ноември 2009 от ГЕРБ, „Синята коалиция“, РЗС и „Атака“ поставят въпроса за прекратяване на правомощията на президента, като това е направено във връзка с исканията за оттегляне на двама български посланици в Турция и САЩ . Искането първоначално е направено от Атака на 9 ноември 2009 и е провокирано от отказа на Първанов да оттегли двамата посланици в държави, в които според Атака са налице нарушения в гласуването на предходните парламентарни избори и което според тях представлява нарушение на член 98 от Конституцията на България (което е правната база за искането) . След постъпилото отзоваване на двамата посланици, искането за прекратяване на правомощията е оттеглено от премиера Бойко Борисов.

#### 2010 г.
След разрасналия се скандал между Дянков и Първанов и публикуване на стенограмата от техния разговор в Президентството е поставен от парламентарни партии въпросът за прекратяване на правомощията му. Седмица преди обсъждането на въпроса в парламента  ГЕРБ организира публична дискусия на експерти по темата. Искането се подкрепя от ГЕРБ, ДСБ, депутати от РЗС и независими депутати. Подписка  е внесена от депутатите , с което се стартира процедура по прекратяване на правомощията, но при гласуването  на 31 март 2010 в парламента не достигат гласове (6 гласа)  – причината е, че РЗС, които участват преди това в подписката, в последния момент променят решението си, всъщност отсъстват от залата за гласуване. С това процедурата, за която са необходими гласове на 2/3 от депутатите приключва с отхвърляне на искането.

## Личен живот
Георги Първанов е женен за Зорка Първанова, с която имат двама синове – Владимир (р. 1979) и Ивайло (р. 1988) и петима внуци. От сина си Владимир има двама внуци – Георги (р. 2011) и Виктория (р. 2015). От другия си син Ивайло има трима внуци - Георги (р. 2019) и близнаците Зара и Николай (р. 2021).
Синът му Ивайло Първанов е собственик на петзвездния хотел „Стримон спа“, оценен на стойност 7,5 млн. лв. Това е установено в разследване на журналиста Стоян Георгиев от bTV.

## АБВ
През 2010 година Първанов прави изявление, че ще създаде нов граждански проект, наречен АБВ. През 2014 година проектът е стартиран във връзка с наближаващите евроизбори по-късно през същата година, като самостоятелна партия АБВ.

## Награди и отличия
- Орден „Изключително почетно отличие“ (Ливан)
- „Орден за граждански заслуги“ – колие (Испания)
- Орден „Св. Цар Борис Кръстител“ I степен, Българската православна църква, 2003
- „Орден на слона“ (Дания)
- Голям кръст на „Кралския норвежки орден Св. Олаф“ (Норвегия)
- „Орден на Серафима“ (Швеция)
- Орден „Огърлица на независимостта“ (Катар)
- Орден „Гейдар Алиев“ (Азербайджан)[108]

Георги Първанов е удостоен с почетното звание доктор хонорис кауза на Прешовския университет (Словакия) (14.11.2003), Бакинския славянски университет (Азербайджан) (29.09.2004), Ереванския държавен университет (Армения) и СВУБИТ (19 януари 2007 г.).
Носител е и на големия златен медал на Масариковия университет в Бърно, Чехия (2005).

## Цитирана литература